# باشگاه فوتبال زنان پرسپولیس
باشگاه فوتبال زنان پرسپولیس یک باشگاه فوتبال زنان در تهران، ایران است که در سال ۱۳۵۱ بنیان‌گذاری شد. دارنده آن، باشگاه فوتبال پرسپولیس است. این تیم، هم‌اکنون در لیگ برتر کوثر رقابت می‌کند.
از سال ۱۴۰۱، بنیان‌گذاری دوباره این باشگاه با توجه به پیشرفت فوتبال زنان در ایران و قانون کنفدراسیون فوتبال آسیا، در دستور کار بوده است.
این تیم، از همان آوازه و برندینگ تیم مردان پرسپولیس بهره می‌برد و «ارتش سرخ» و «شیرزنان تهران»، لقب‌هایش هستند. رنگ‌های کیت تیم نیز به مانند تیم مردان، همواره سرخ (اول) و سفید (دوم) بوده است. ورزشگاه خانگی آن، ورزشگاه درفشی‌فر تهران با گنجایش ۲۵۰۰ تماشاگر است.

## پیشینه

تیم فوتبال دختران پرسپولیس در سال ۱۹۷۳. هنگامه افشار نفر اول نشسته از چپ کاپیتان تیم فوتبال بانوان پرسپولیس

پرسپولیس پیش از انقلاب ۱۳۵۷ تیم زنان را به‌شکل حرفه‌ای داشت. آن‌ها پس از تاج و به همراه دیهیم و عقاب از پیشگامان فوتبال زنان در ایران بودند. در تابستان ۱۳۸۷، رئیس کمیته بانوان فدراسیون فوتبال ایران از این باشگاه درخواست کرد تا در لیگ شرکت کند. در اواخر همان سال، پرسپولیس امتیاز تیم زنان پیکان را در اختیار گرفت و در لیگ فوتبال زنان ایران شرکت کرد.
نخستین تیم زنان پرسپولیس، در بدنهٔ تیم ملی فوتبال زنان ایران، با تیم زنان ایتالیا نیز مسابقه داده بودند.
در سال ۲۰۲۳ اعلام شد که با توجه به اجبار کنفدراسیون فوتبال آسیا برای تیم داری در فوتبال زنان، باشگاه پرسپولیس بخش زنان خود را دوباره بنیان‌گذاری خواهد کرد.
در ۱۲ اکتبر ۲۰۲۴، اعلام شد که سرانجام پس از مخالفت‌ها و مشکل‌های فراوان، پرسپولیس با خرید امتیاز «تیم فوتبال زنان ئاکو کرمانشاه» در لیگ یک زنان ایران تیم‌دار شد و دوباره تیم فوتبال زنان خود را، راه‌اندازی کرد.
در اکتبر ۲۰۲۴، آشکار شد باشگاه پرسپولیس تشکیلات سازمانی و زیرساختی‌ای برای تیم زنان خود در نظر ندارد و برنامه‌ای نیز برای فوتبال پایه زنان، نخواهد داشت. بسیاری تخمین زدند با رفع سختگیری AFC برای تیم‌داری باشگاه‌ها در بخش زنان، تیم زنان پرسپولیس نیز با توجه به مشکلات ورزش زنان در ایران، دوباره منحل خواهد شد. اگرچه حسین بادامکی، یک مقام باشگاه پرسپولیس، در این باره گفت که بدون بخش زنان، این باشگاه چیزی کم داشته است و پرسپولیس، به‌صورت قطعی، برای بخش زنان خود، سازمان‌دهی و زیرساخت ایجاد خواهد کرد.
در ۱۵ اکتبر ۲۰۲۴، شادی رضایی به‌عنوان سرمربی تیم، گزینش گردید.
کمی پس از راه‌اندازی در اکتبر ۲۰۲۴، باشگاه پرسپولیس فراخوانی برای یافتن دختران توانمند فوتبالیست منتشر کرد و تنها در دو روز، بیش از ۳۰۰ دختر در تمرین این تیم تست دادند. راه‌اندازی دوباره تیم زنان پرسپولیس، شور و خواستاری بسیاری میان دختران علاقه‌مند به فوتبال ایران، ایجاد کرد. به‌گونه‌ای که در پنج روز، بیشتر از ۵۰۰ دختر برای عضویت در تیم، تست دادند.

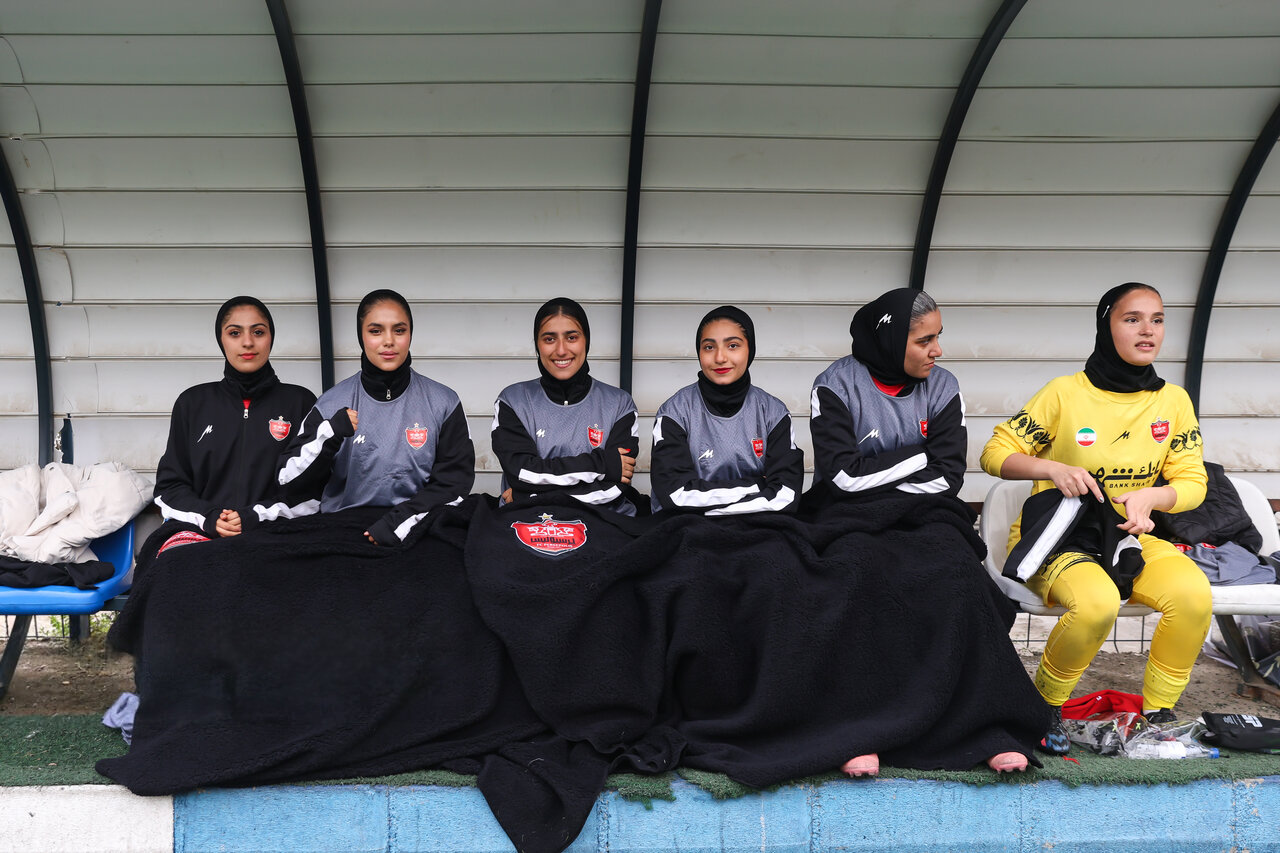
نمایی از نیمکت‌نشینان پرسپولیس، در نخستین بازی تیم پس از انقلاب در برابر مهرگان در ۱۴ نوامبر ۲۰۲۴.

در ۱۴ نوامبر ۲۰۲۴، تیم در نخستین بازی خود در لیگ دسته یک زنان ایران یک بر صفر شکست خورد. اگرچه کیت‌های بازیکنان همانند تیم مردان بود، اما زمین مسابقه چمن مصنوعی بود که در مسابقه‌های فوتبال مردان ممنوع بوده است و تیم، همراه خود، پزشک نیز نداشت. شمار زیادی از بازیکنان دو تیم مصدوم شدند و یکی از بازیکنان پرسپولیس دچار خون‌ریزی شدید شد و به دلیل نبود پزشک، بیهوش، به بیمارستان برده شد؛ عدم دادن امکانات مناسب به تیم زنان در این بازی، باعث سرافکندگی این باشگاه دانسته شد.
در ۳ فوریه ۲۰۲۵، تیم زنان پرسپولیس در بازی برگشت پلی‌آف لیگ دسته یک زنان، با یک گل از فولاد شکست خورد اما با توجه به برد ۳–۰ در دیدار رفت، توانست در نخستین فصل پس از راه‌اندازی دوباره، به لیگ برتر زنان ایران راه پیدا کند. پس از قطعی کردن راه‌یابی به لیگ برتر، پرسپولیس با سرمربی‌گری شادی رضایی با پیروزی در فینال لیگ دسته یک فوتبال زنان ایران، در این سال قهرمان این لیگ نیز شد.

## تصویر تیم و رسانه‌ها

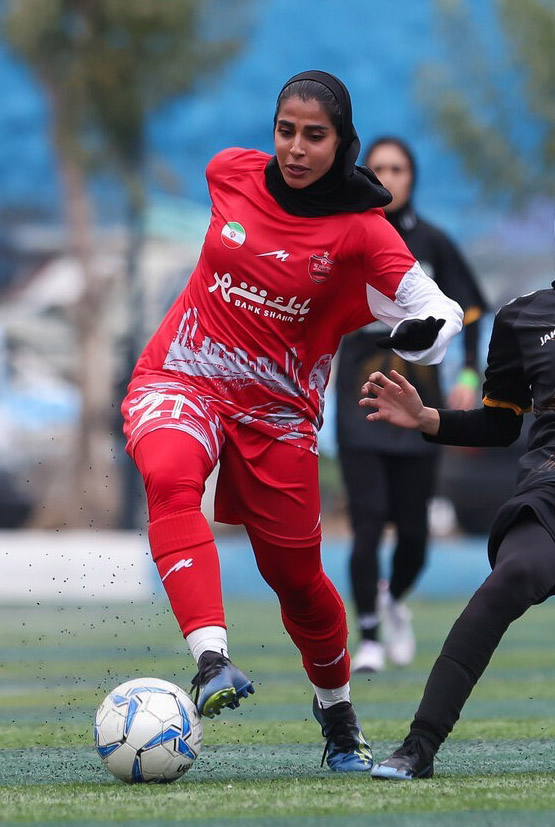
نخستین کیت تیم زنان پرسپولیس پس از راه‌اندازی دوباره در ۲۰۲۴. این، نخستین کیت دارای برند و اسپانسر تاریخ باشگاه نیز بوده است. کیت نخست به‌جز آستین‌ها، تمام سرخ بود.

تیم زنان مانند تیم مردان باشگاه، از کیت‌های اول سرخ و دوم سفید بهره می‌برد. لقب‌های تیم نیز شامل «ارتش سرخ» و «شیرزنان سرخ» می‌شود.
تیم زنان، در شبکه‌های اجتماعی دارای اکانت‌هایی است. در اکتبر ۲۰۲۴، اینستاگرام آن، شروع به کار کرد.

## هواداران و هماوردی‌ها
تیم فوتبال زنان پرسپولیس، به‌عنوان «شیرزنان تهران» و «ارتش سرخ»، از پرهوادارترین باشگاه‌های فوتبال در ایران هستند. چنین چیزی، به کمک آوازهٔ تیم مردان باشگاه رخ داده است چرا که تیم زنان، برای نزدیک نیم قرن هیچ‌گونه فعالیتی نداشته است.
تیم فوتبال استقلال تهران و سپاهان اصفهان، هماوردان آن هستند.

## فصل‌ها و پیشینه در آسیا
باشگاه تاکنون در هیچ‌کدام از رقابت‌های فرامرزی، چه پیش از انقلاب ۱۳۵۷ چه پس از آن، شرکت نکرده است. با این حال، باتوجه به راه‌یابی احتمالی، تخمین زده می‌شود به زودی این اتفاق، رخ دهد.

## بازیکنان

### فهرست بازیکنان کنونی
- به‌روزرسانی شده در: ۰۹ دسامبر ۲۰۲۴

| شماره |       | پست       | بازیکن                |
| ----- | ----- | --------- | --------------------- |
| ۱     | ایران | دروازه‌بان | پریسا گراوندی         |
| ۴     | ایران | مدافع     | زهرا جوانمردی         |
| ۵     | ایران | مدافع     | نادیا بهمنی           |
| ۷     | ایران |           | فاطمه امیری (کاپیتان) |
| ۸     | ایران |           | سوگند راجی            |
| ۹     | ایران |           | آیدا صداقت‌زاده        |
| ۱۱    | ایران |           | هاجر قربانی           |
| ۱۲    | ایران | دروازه‌بان | مبینا خدادادی         |
| ۱۳    | ایران | هافبک     | محدثه امیری           |
| ۱۴    | ایران | هافبک     | مریم صفا راستگو       |
| ۱۶    | ایران |           | نرجس طیبی             |

| شماره |       | پست       | بازیکن           |
| ----- | ----- | --------- | ---------------- |
| ۱۷    | ایران |           | باران دوست‌وندی   |
| ۱۸    | ایران |           | کیانا پالیزپیشه  |
| ۲۱    | ایران | هافبک     | فاطمه صفا راستگو |
| ۲۴    | ایران |           | زیلان مرادی      |
| ۲۶    | ایران |           | زهرا پور رستمی   |
| ۹۰    | ایران |           | زهرا امیدی       |
| ۹۸    | ایران | دروازه‌بان | زهرا خرم         |
|       | ایران |           | نرگس غلامی       |
|       | ایران |           | هانیه طالقانی    |
|       | ایران |           | ژینو صالحی       |
|       | ایران |           | زهرا جوان        |

## آمار بازیکنان

### برترین گلزنان
تا تاریخ ۱ اردیبهشت ۱۴۰۴
| # | نام              | ملیت  | پست   | گل |
| - | ---------------- | ----- | ----- | -- |
| ۱ | فاطمه صفا راستگو | ایران | هافبک | ۹  |
| ۲ | هاجر قربانی      | ایران | هافبک | ۵  |
| ۳ | فاطمه قاسمی      | ایران | مهاجم | ۴  |
| ۴ | فاطمه امیری      | ایران | هافبک | ۲  |
| ۵ | سوگند راجی       | ایران | هافبک | ۲  |
| ۶ | آیدا صداقت زاده  | ایران | مهاجم | ۱  |
| ۷ | زهرا امیدی       | ایران | مدافع | ۱  |

## مربیان و کادر فنی
آلن راجرز نخستین سرمربی تیم فوتبال زنان پرسپولیس بود که علی پروین نیز وی را در امور مربیگری کمک می‌کرد.
نخستین سرمربی تیم پس از انقلاب ۱۳۵۷، شادی رضایی بوده است.

### پرسنل کنونی
- سرمربی: شادی رضایی
- کمک‌مربی/دستیاران:
- مربی دروازه‌بان‌ها: زینب صابری
- مربی بدن‌ساز:
- آنالیزور: بدون پرسنل
- پزشک:
- سرپرست:

## رکوردها

### نخستین‌ها
- آلن راجرز: نخستین سرمربی تیم فوتبال زنان پرسپولیس.
- رضا درویش: نخستین مدیرعامل پس از راه‌اندازی دوباره.
- هدی خوش‌بیان: نخستین مدیر تیم فوتبال زنان پرسپولیس در کل تاریخ باشگاه.[۲۶]

## دستاوردها و افتخارها
| رقابت                         | قهرمانی | نایب‌قهرمانی | تاریخ و فصل     |
| ----------------------------- | ------- | ----------- | --------------- |
| لیگ دسته یک فوتبال زنان ایران | ۱ بار   | -           | - قهرمانی: ۱۴۰۳ |

## پوشاک و اسپانسرها
بانک شهر، نخستین پشتیبان مالی تیم، در پس از انقلاب ۱۳۵۷ بوده است. مروژ نیز نخستین اسپانسر کیت‌ها بوده است.
باشگاه هم‌اکنون از حق پخش تلویزیونی رسمی برخوردار نیست.

### فصل کنونی
- کمپانی کیت‌ها: مروژ
- کمپانی دستکش‌های دروازه‌بان‌ها: آل اشپورت
- پشتیبان (های) مالی: بانک شهر